# Piemonte Open
Het Piemonte Open was een golftoernooi van de Europese Challenge Tour. Het werd op twee banen van de Royal Park I Roveri gespeeld in de omgeving van Turijn.
In 2008 deden 180 spelers mee. De eerste twee rondes werden de spelers over twee golfbanen verdeeld. Na de cut speelden de overgebleven 64 spelers ronde 3 en 4 op Royal Park. In 2009 was het een gewoon toernooi met 156 deelnemers.

## Winnaars
| Jaar | Baan                     | Winnaar          | Score | Score | Beste Nederlander                       | Beste Belg             |
| ---- | ------------------------ | ---------------- | ----- | ----- | --------------------------------------- | ---------------------- |
| 2008 | Golf Torino & La Mandria | Seve Benson      | 269   | -19   | Robin Swane (32) Inder van Weerelt (32) | =                      |
| 2009 | La Mandria               | Edoardo Molinari | 270   | -18   | =                                       | Nicolas Colsaerts (10) |